# Анрі Мюрже
Анрі Мюрже (фр. Henri Murger, 24 або 27 березня 1822, Париж — 28 січня 1861 року) — французький прозаїк і поет.

## Критика
Один з найвимогливіших французьких критиків — Теофіль Готьє — визнає витонченість, відсутність багатослів'я і патетичність Мюрже;
Ж. Жанен бачить в Мюрже письменника, який шукав нових шляхів і зумів у своїх розповідях щасливо поєднувати веселощі і горе, відвертий сміх і злиднів;
А. Уссе високо оцінював і вірші Мюрже. Надломлені убогістю сили, звичка працювати ночами, зловживання міцною кавою та безсоння, при загостреній застуді, за кілька днів звели Мюрже в могилу.
Уряд прийняв на себе витрати по його поховання, а шанувальники спорудили над могилою Мюрже, на Монмартрському кладовищі, художній пам'ятник, різця знаменитого Мілле.

## Твори
- Scènes de la vie de bohème [Архівовано 6 липня 2010 у Wayback Machine.] (1847—1849) на сайті Проект Гутенберг
- Scènes de la vie de jeunesse [Архівовано 6 липня 2010 у Wayback Machine.] (1851) на сайті Проект Гутенберг
- Le Pays latin (1851)
- Scènes de la vie de jeunesse (1851)
- Propos de ville et propos de théâtre (1853)
- Scènes de campagne (1854)
- Le Roman de toutes les femmes (1854)
- Ballades et Fantaisies (1854)
- Les buveurs d'eau (1854)
- Le dernier rendez-vous (1856)
- Les Nuits d'hiver (1856)
- Les vacances de Camille (1857)
- Le Sabot rouge (1860)
- Madame Olympe (1860)